# Setharja
Setharja (en ourdou : سیٹھارجہ) est une ville pakistanaise située dans le district de Khairpur, dans le nord de la province du Sind. C'est la dixième plus grande ville du district. Elle est située à près de soixante kilomètres au sud-est de Larkana et à quelques kilomètres au sud de Ranipur.
La ville dispose d'une gare, sur la ligne de chemin de fer reliant Hyderabad à Rohri.
La population de la ville a été multipliée par presque deux entre 1981 et 2017, passant de 18 237 habitants à 29 856. Entre 1998 et 2017, la croissance annuelle moyenne s'affiche à 0,5 %, nettement inférieure à la moyenne nationale de 2,4 %. Selon le recensement de 2023, la population de la ville monte à 32 741 habitants.
|            | 1981 (rec.) | 1998 (rec.) | 2017 (rec.) | 2023 (rec.) |
| ---------- | ----------- | ----------- | ----------- | ----------- |
| Population | 18 237      | 27 251      | 29 856      | 32 741      |